# Côte d'Or (chocolade)
Côte d'Or is een chocolademerk dat is ontstaan in België in 1883. De naam verwijst naar de Goudkust, sinds 1957 Ghana, in Afrika, waar cacaobonen vandaan kwamen. De olifant in het logo staat voor de kracht van het merk. Sinds 2012, door de overname van Kraft Foods, is het onderdeel van het Amerikaanse bedrijf Mondelēz International.

## Geschiedenis

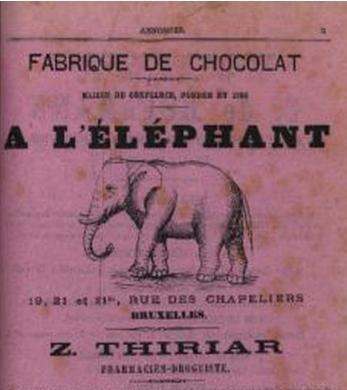
Reclame voor de THIRIAR-chocolade (Brussel, 1875)

In 1870 bedacht de Belg Charles Neuhaus het merk Côte d'Or en hij opende ook gelijk de fabriek van dit merk. Het merk werd in 1883 gedeponeerd. In 1906 verscheen de olifant in het logo waaraan het huidige merk zo gemakkelijk wordt herkend.
In 1911 bracht Côte d'Or het jarenlang beroemde pakje op de markt: een witgouden verpakking met daarin twee stukken chocolade. In 1929 ontstond de Supertoff, een zacht karamelsnoepje. In 1930 kwam er een paviljoen aan het Belgische strand gewijd aan het merk Côte d'Or. In 1934 lanceerde het merk de Chokotoff. Op de Wereldtentoonstelling van 1935 in Brussel kreeg Côte d'Or grotere bekendheid en dat zorgde voor de ontwikkeling van veel nieuwe producten in de jaren erna, zoals de Chokotoff, de Mignonette en de Bouchée. Tijdens de Tweede Wereldoorlog was er een tekort aan cacaobonen en besliste Côte d'Or de productie van chocolade op te schorten, omdat men geen chocolade van lagere kwaliteit wilde produceren. Het bedrijf ging in die jaren verder onder de naam Congobar. Op Expo 58 had Côte d'Or opnieuw een eigen paviljoen.
In 1965 kreeg het merk de titel "Gediplomeerd Leverancier voor het Belgische Hof" en in 1983 vierde het bedrijf zijn eeuwfeest. Het kwam in 1987 in handen van Jacobs-Suchard, dat in 1990 grotendeels werd overgenomen door Philip Morris' Kraft General Foods. In 1996 opende in de fabriek in Halle de chocoladetempel, een interactief museum voor kinderen van de lagere school waar het ontstaan van de chocolade en van Côte d'Or wordt verteld.